# Omalisus fontisbellaquaei
Omalisus fontisbellaquaei – gatunek chrząszcza z rodziny rozgniotkowatych. Występuje w Europie Środkowej, w tym w Polsce, we Francji, Belgii, Niemczech, na Bałkanach, Ukrainie, południowej części Rosji. Preferuje ciepłe, suche biotopy. Występuje zaznaczony dymorfizm płciowy.